# Zdeněk Janda
Zdeněk Janda je bývalý český fotbalista, útočník.

## Fotbalová kariéra
V československé lize hrál za SK Plzeň a Viktorii Plzeň. Nastoupil ve 102 ligových utkáních a dal 30 gólů.

## Ligová bilance
| Ročník                    | Zápasy | Góly | Klub              |
| ------------------------- | ------ | ---- | ----------------- |
| 1. asociační liga 1932/33 | -      | 2    | SK Plzeň          |
| Státní liga 1934/35       | -      | 0    | SK Plzeň          |
| Státní liga 1935/36       | -      | 12   | SK Plzeň          |
| Státní liga 1936/37       | -      | 3    | SK Plzeň          |
| Státní liga 1937/38       | -      | 1    | SK Plzeň          |
| Státní liga 1938/39       | 5      | 1    | SK Plzeň          |
| Národní liga 1939/40      | -      | 6    | SK Plzeň          |
| Národní liga 1940/41      | -      | 8    | SK Plzeň          |
| Národní liga 1941/42      | -      | 0    | SK Plzeň          |
| Národní liga 1941/42      | -      | 0    | SK Viktoria Plzeň |
| LIGA CELKEM               | 102    | 30   |                   |